# Granouillet
Granouillet est un hameau de la commune de Saint-André-de-Najac en Aveyron situé à mi-pente de la vallée du Viaur, au-dessous du hameau de la Boucarie.
La famille de Ginestel y possédait une métairie aux XVIe et XVIIe siècles. Claude de Ginestel (ca. 1615–1684), résidant à la Combarie paroisse de Béteille et descendant du roi Saint-Louis par sa mère Anne de Laplainie s'intitulait « sieur de Granouillet » (ou « Granolhet » en occitan).
L'étymologie est l'occitan « granolhet » qui signifie « lieu où les grenouilles sont très nombreuses », équivalent au mot français « grenouillère ». Le nom de la ville de Graulhet dans le Tarn a la même étymologie.